# Рассадін Віктор Сергійович
Віктор Сергійович Рассадін (рос. Виктор Сергеевич Рассадин; нар. 7 листопада 1993, Середньоколимськ, Середньоколимський улус, Республіка Саха) — російський та таджицький борець вільного стилю якутського походження, чемпіон світу серед студентів, срібний призер чемпіонату Азії, володар та срібний призер Кубків світу, учасник Олімпійських ігор.

## Життєпис
До 2021 року виступав за збірну Росії. Багаторазовий призер чемпіонатів Росії. З 2024 року представляє Таджикистан.
У 2023 році Віктору Рассадіну було присвоєно звння почесного громадянина Середньоколимська.

## Спортивні результати на міжнародних змаганнях

### Виступи на Олімпіадах
| Змагання                    | Збірна      | Вагова категорія          | Місце |
| --------------------------- | ----------- | ------------------------- | ----- |
| Літні Олімпійські ігри 2024 | Таджикистан | вільна боротьба, до 74 кг | 5     |

### Виступи на Чемпіонатах Азії
| Змагання                       | Збірна      | Вагова категорія          | Місце  |
| ------------------------------ | ----------- | ------------------------- | ------ |
| Чемпіонат Азії з боротьби 2024 | Таджикистан | вільна боротьба, до 74 кг | Срібло |

### Виступи на Кубках світу
| Змагання                    | Збірна | Вагова категорія          | Місце  |
| --------------------------- | ------ | ------------------------- | ------ |
| Кубок світу з боротьби 2015 | Росія  | вільна боротьба, до 57 кг | 4      |
| Кубок світу з боротьби 2016 | Росія  | вільна боротьба, до 61 кг | Срібло |
| Кубок світу з боротьби 2017 | Росія  | вільна боротьба, до 61 кг | 5      |
| Кубок світу з боротьби 2019 | Росія  | команда                   | Золото |

### Виступи на Чемпіонатах світу серед студентів
| Змагання                                        | Збірна | Вагова категорія          | Місце  |
| ----------------------------------------------- | ------ | ------------------------- | ------ |
| Чемпіонат світу з боротьби серед студентів 2016 | Росія  | вільна боротьба, до 61 кг | Золото |

### Виступи на інших змаганнях
| Змагання                                                      | Збірна                   | Вагова категорія          | Місце  |
| ------------------------------------------------------------- | ------------------------ | ------------------------- | ------ |
| Турнір Дмитра Коркіна 2012                                    | Росія                    | вільна боротьба, до 55 кг | 7      |
| Гран-прі «Іван Яригін» 2013                                   | Росія                    | вільна боротьба, до 55 кг | 5      |
| Турнір Алі Алієва 2013                                        | Росія                    | вільна боротьба, до 55 кг | 13     |
| Гран-прі «Іван Яригін» 2014                                   | Росія                    | вільна боротьба, до 57 кг | 27     |
| Відкритий чемпіонат Монголії з боротьби 2014                  | Росія                    | вільна боротьба, до 57 кг | Золото |
| Кубок Президента Бурятської Республіки з боротьби 2014        | Росія                    | вільна боротьба, до 57 кг | Срібло |
| Чемпіонат Росії з боротьби 2014                               | Росія                    | вільна боротьба, до 57 кг | Бронза |
| Турнір Степана Саргісяна 2014                                 | Росія                    | вільна боротьба, до 57 кг | Золото |
| Турнір шахтарської слави з боротьби 2014                      | Росія                    | вільна боротьба, до 61 кг | Срібло |
| Турнір Дмитра Коркіна 2014                                    | Росія                    | вільна боротьба, до 57 кг | Золото |
| Гран-прі «Іван Яригін» 2015                                   | Росія                    | вільна боротьба, до 57 кг | 8      |
| Турнір «Олімпія» 2015                                         | Росія                    | вільна боротьба, до 61 кг | Срібло |
| Турнір Дмитра Коркіна 2015                                    | Росія                    | вільна боротьба, до 57 кг | Золото |
| Гран-прі «Іван Яригін» 2016                                   | Росія                    | вільна боротьба, до 57 кг | 11     |
| Чемпіонат Росії з боротьби 2016                               | Росія                    | вільна боротьба, до 61 кг | Срібло |
| Турнір Дмитра Коркіна 2016                                    | Росія                    | вільна боротьба, до 65 кг | Срібло |
| Гран-прі «Іван Яригін» 2017                                   | Росія                    | вільна боротьба, до 61 кг | Бронза |
| Турнір Дана Колова — Николи Петрова 2017                      | Росія                    | вільна боротьба, до 65 кг | 5      |
| Чемпіонат Росії з боротьби 2017                               | Росія                    | вільна боротьба, до 61 кг | Срібло |
| Турнір Дмитра Коркіна 2017                                    | Росія                    | вільна боротьба, до 61 кг | Золото |
| Турнір Володимира Семенова 2017                               | Росія                    | вільна боротьба, до 65 кг | Золото |
| Кубок Алроси 2017                                             | Росія                    | команда                   | Золото |
| Відкритий чемпіонат Монголії з боротьби 2018                  | Росія                    | вільна боротьба, до 65 кг | Золото |
| Турнір Дмитра Коркіна 2018                                    | Росія                    | вільна боротьба, до 65 кг | Золото |
| Турнір Володимира Семенова 2018                               | Росія                    | вільна боротьба, до 65 кг | Золото |
| Турнір Аланії з боротьби 2018                                 | Росія                    | вільна боротьба, до 65 кг | 9      |
| Турнір Дана Колова — Николи Петрова 2019                      | Росія                    | вільна боротьба, до 70 кг | Бронза |
| Турнір Алі Алієва 2019                                        | Росія                    | вільна боротьба, до 65 кг | Срібло |
| Турнір Дмитра Коркіна 2019                                    | Росія                    | вільна боротьба, до 65 кг | Золото |
| Турнір Аланії з боротьби 2019                                 | Росія                    | вільна боротьба, до 65 кг | 20     |
| Турнір Яшара Догу 2020                                        | Росія                    | вільна боротьба, до 70 кг | Бронза |
| Гран-прі «Іван Яригін» 2020                                   | Росія                    | вільна боротьба, до 65 кг | 22     |
| Чемпіонат Росії з боротьби 2020                               | Росія                    | вільна боротьба, до 70 кг | 9      |
| Чемпіонат Росії з боротьби 2021                               | Росія                    | вільна боротьба, до 70 кг | 5      |
| Гран-прі «Іван Яригін» 2021                                   | Росія                    | вільна боротьба, до 70 кг | Срібло |
| Турнір Алі Алієва 2021                                        | Росія                    | вільна боротьба, до 70 кг | Бронза |
| Гран-прі «Іван Яригін» 2022                                   | Росія                    | вільна боротьба, до 70 кг | Золото |
| Турнір Яшара Догу 2022                                        | Федерація боротьби Росії | вільна боротьба, до 70 кг | Бронза |
| Турнір Дана Колова — Николи Петрова 2024                      | Таджикистан              | вільна боротьба, до 74 кг | 15     |
| Олімпійський кваліфікаційний турнір з боротьби 2024 (Стамбул) | Таджикистан              | вільна боротьба, до 74 кг | Золото |